# 庫波洛
庫波洛（英語：Kupolo）是位於美國夏威夷州可愛縣的一個非建制地區。該地的面積和人口皆未知。

## 地理
庫波洛的座標為21°57′59″N 159°21′35″W / 21.96639°N 159.35972°W，而該地的平均海拔高度為44米（即144英尺）。